# Yves Monot
Yves Maria Monot CSSp (* 29. Mai 1944 in Pont-l’Abbé) ist ein französischer Ordensgeistlicher und emeritierter römisch-katholischer Bischof von Ouesso. 

## Leben
Yves Monot trat der Ordensgemeinschaft der Spiritaner bei und legte am 8. September 1963 die Profess ab. Der Erzbischof von Paris Gabriel Auguste François Kardinal Marty weihte ihn 1972 zum Diakon und der Bischof von Pointe-Noire, Jean-Baptiste Victor Fauret CSSp, spendete ihm am 9. Juli 1972 die Priesterweihe.
Papst Benedikt XVI. ernannte ihn am 14. Juni 2008 zum zweiten Bischof von Ouésso in der Republik Kongo. Der Kardinalpräfekt der Kongregation für die Evangelisierung der Völker, Ivan Dias, spendete ihm am 7. September desselben Jahres die Bischofsweihe; Mitkonsekratoren waren Louis Portella, Bischof von Kinkala, und Clément Joseph Marie Raymond Guillon CIM, Bischof von Quimper.
Am 8. Dezember 2021 nahm Papst Franziskus das von Yves Monot aus Altersgründen vorgebrachte Rücktrittsgesuch an.